# Mario Superstar Baseball

Mario Superstar Baseball, known in Japan as Super Mario Stadium Miracle Baseball (スーパーマリオスタジアム ミラクルベースボール Sūpā Mario Sutajiamu Mirakuru Bēsubōru?) är ett sportspel som utvecklades av Namco och Now Production och publicerades av Nintendo för GameCube 2005. Spelet skapades i spetsen av andra Mario-sportspel som Mario Golf: Toadstool Tour och Mario Power Tennis. Detta spel är nu en spelarens Choice-titel. En uppföljare, Mario Super Sluggers, släpptes för Wii 2008.